# Växjö
För andra betydelser, se Växjö (olika betydelser).
Växjö [ˈvɛkːˌɧøː] är en tätort i södra Smålands inland samt centralort i Växjö kommun, residensstad för Kronobergs län och stiftsstad för Växjö stift. Växjö, som fick stadsrättigheter 1342 och blev universitetsstad 1999, var 2019 Sveriges 19:e största tätort med 70 489 invånare.

## Historik

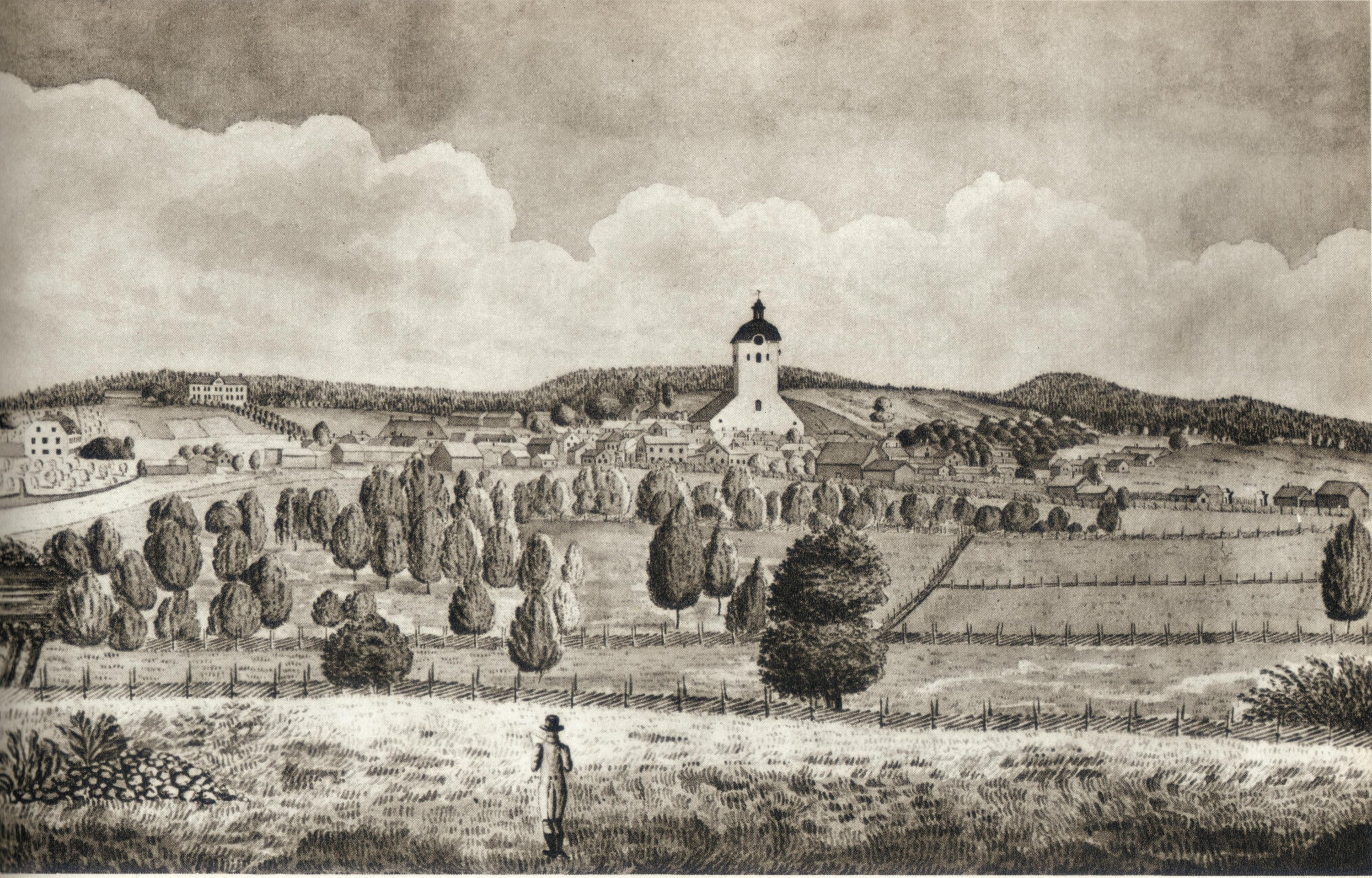
Växjö från Västramark 1802.
Akvarellerad teckning.

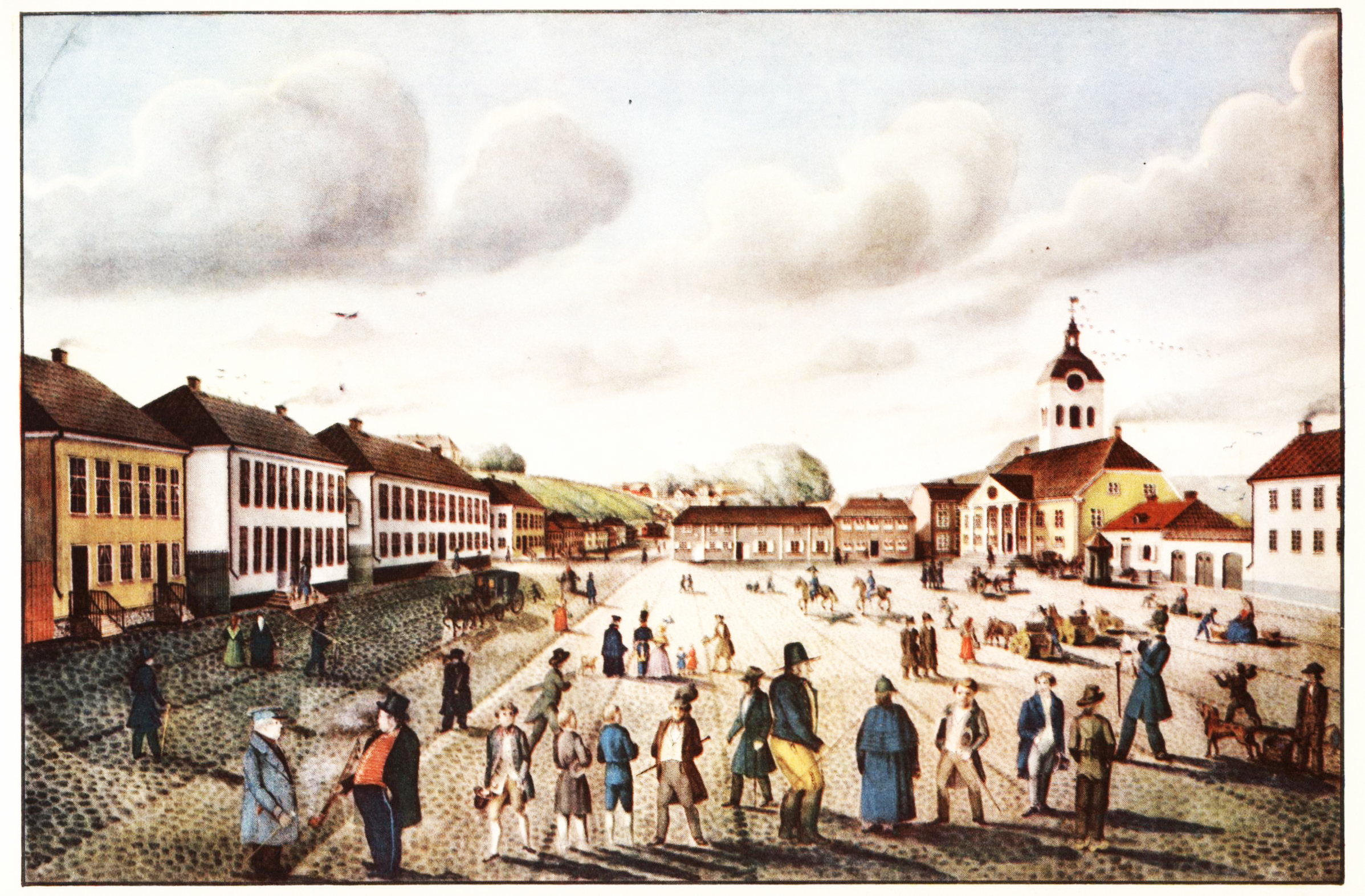
Torget i Växjö 1837.
Akvarell av okänd konstnär.

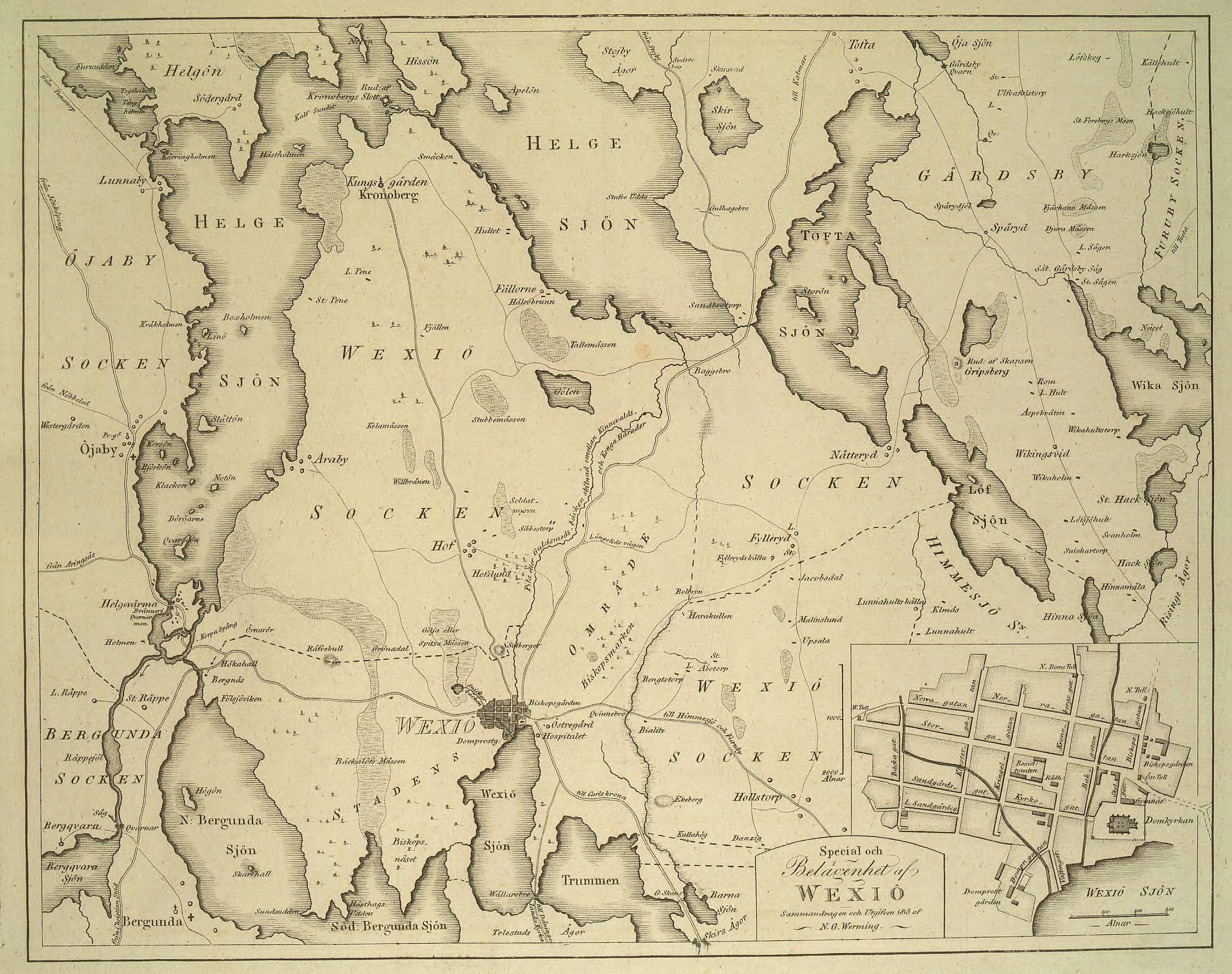
Historisk karta från 1815 över Växjö.

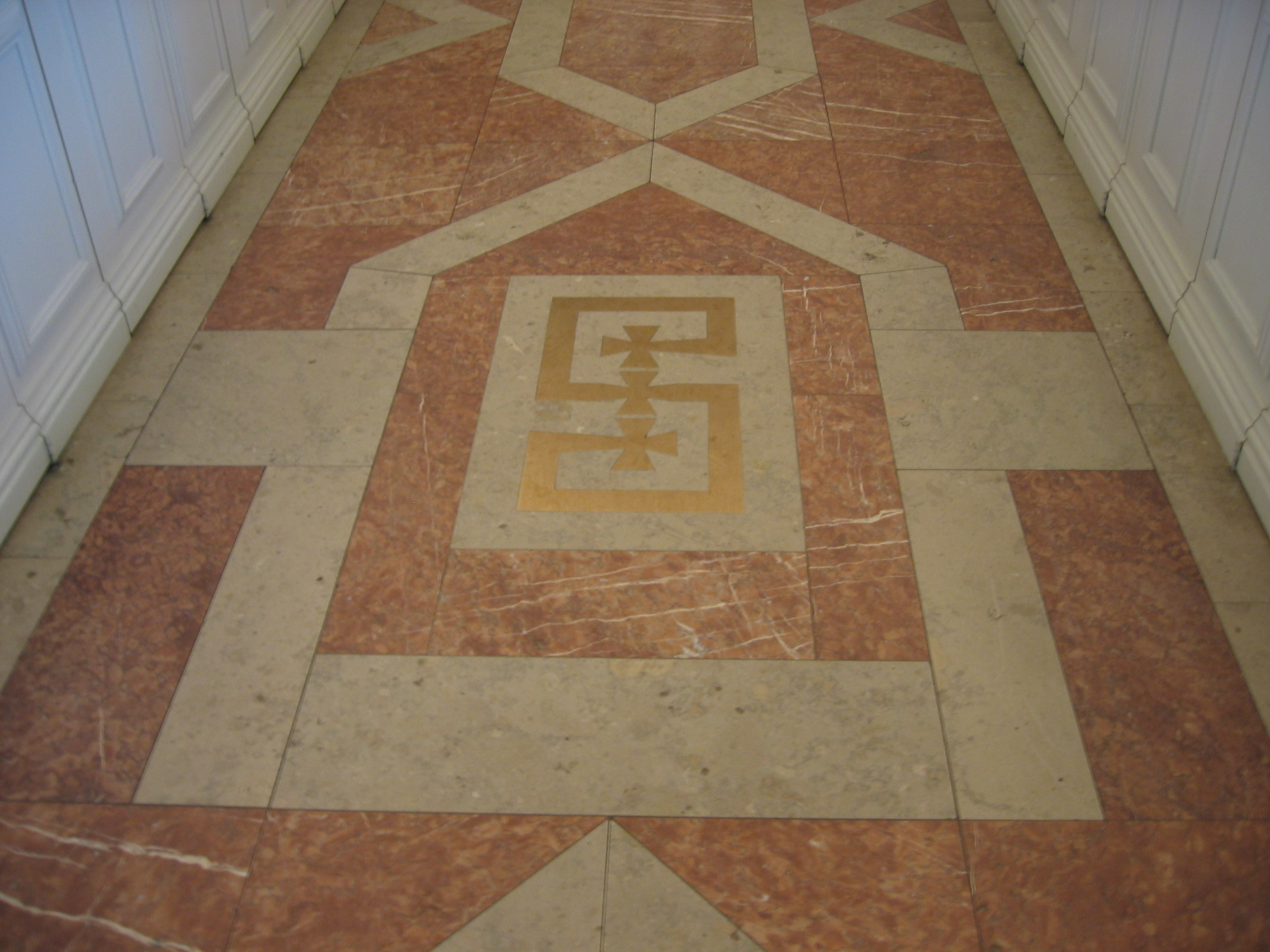
Ungefär mitt i domkyrkan finns det en platta i golvet med ett stort S och tre martyrkors i brons. Detta är markeringen av det ställe där man tror att Sankt Sigfrids grav kan ha legat.

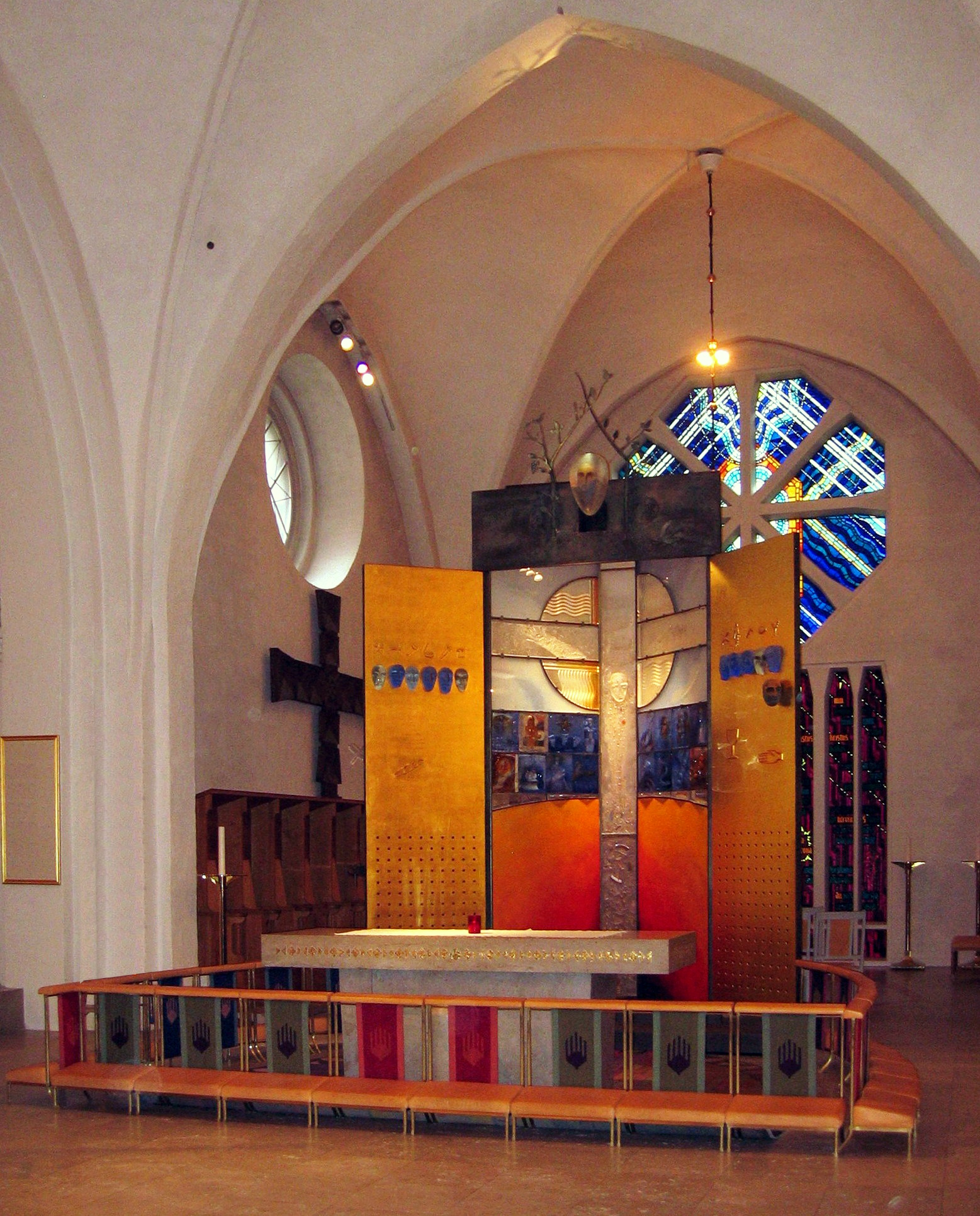
Domkyrkans altare av Bertil Wallien.

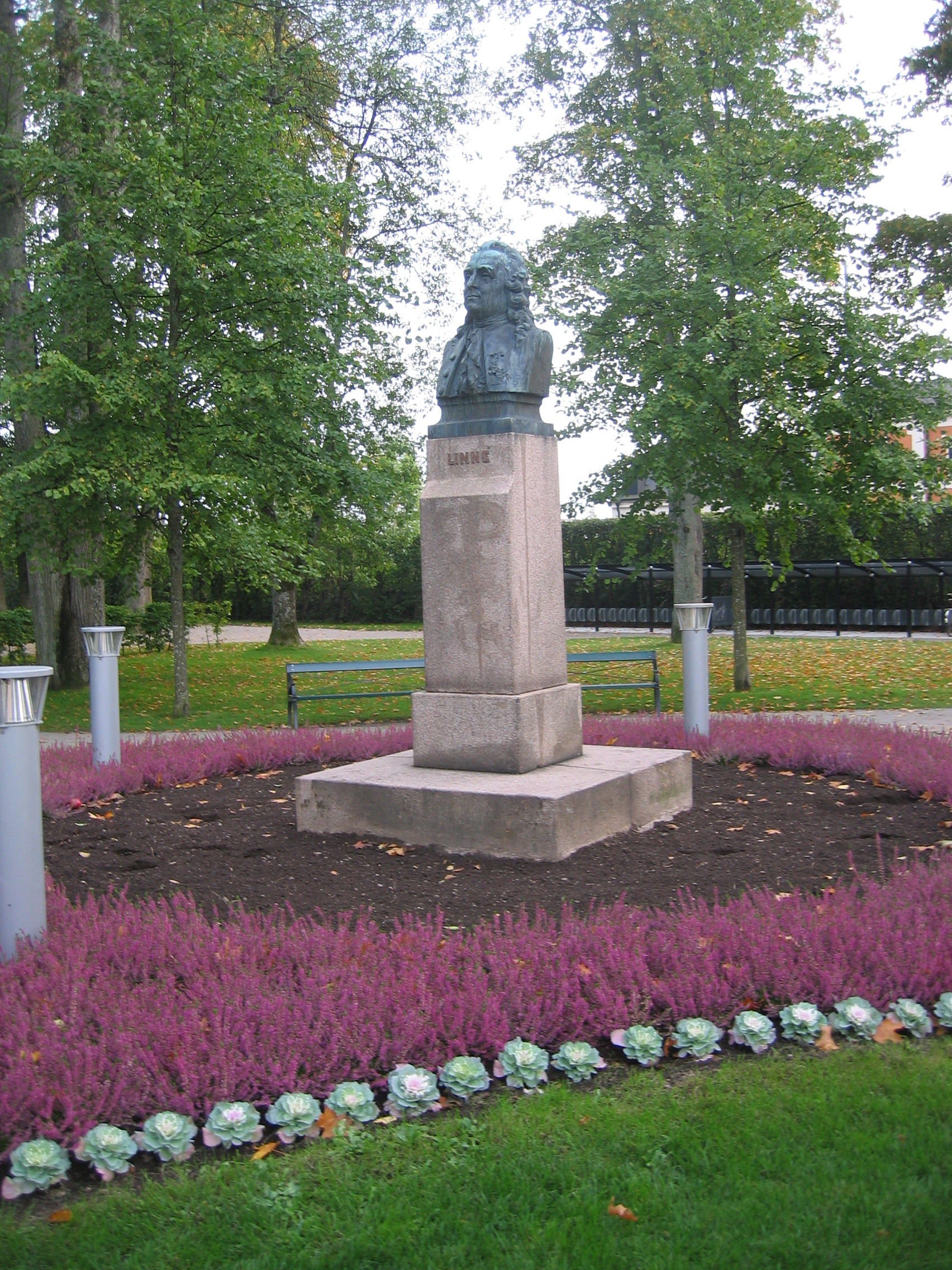
John Börjessons byst av Carl von Linné från 1909 finns i Linnéparken.

### Förhistoria
Växjöbygden har haft en bofast befolkning åtminstone sedan den yngre stenåldern (4100–1700 f.Kr.). Flera hällkistor från cirka 4000 år tillbaka i tiden finns bevarade liksom lösfyndsmaterial som är minst lika gammalt. 
Att vägar från fem olika riktningar strålade samman vid Växjösjöns norra spets har haft en avgörande betydelse för att Växjö utvecklats på denna plats. Detta faktum återspeglas även i namnet, som bildats av fornsvenskans vaegar och sjö. Växjö var sedan tidiga medeltiden mötesplats för Tiohärads lagsaga och centrum för folklandet Värend.

### Bygdens kristnande och Växjö blir biskopssäte
Under 1000-talet gjorde kristendomen sitt intåg och en kyrka i trä uppfördes vid Växjösjöns strand. Senare byggdes en stenkyrka på samma plats.
Växjös och Värends kristnande har beskrivits i den medeltida Sigfridslegenden om engelsmannen Sigfrid, som påstås ha varit biskop i York. Han ska i Växjö ha fått en uppenbarelse om att anlägga en kyrka på platsen och till sin hjälp att sprida det kristna budskapet bland Värends hedningar hade han sina systersöner Unaman, Sunaman och Vinaman.
Under många år gällde Sigfridslegenden som sanning, men senare forskning har visat att rätt många fakta inte stämmer, även om Sigfrid säkert spelade roll för Växjös kristnande och finns begravd i Växjö domkyrka. Legenden var dock ett framgångsrikt hjälpmedel då man pläderade för Växjö som blivande biskopssäte. Och namnen av såväl Sigfrid, som hans systersöner, lever kvar genom både statyer och för att ha gett namn åt skolor, gator, kvarter etc.
Cirka 1170 blev Växjö biskopssäte. Detta hade en avgörande betydelse för stadens utveckling som både religiöst och kulturellt centrum samt som skolstad.

### Stadsprivilegier och handelscentrum
År 1342 fick Växjö stadsprivilegier av kung Magnus Eriksson.
Växjö var känt för sina två marknader – Sigfridsmässomarknaden i mitten av februari och Brittmässomarknaden i början av oktober. De omtalas första gången 1473, men i alla fall den första har betydligt äldre anor. Båda pågick i tre-fyra dagar och var frimarknader, vilket innebar att de var öppna för borgare från när och fjärran. Eftersom Växjö var en gränsstad kom många handlare även från de dåvarande danska städerna Ronneby och Vä (numera Kristianstad). 
Växjös utsatta läge nära gränsen mot Danmark innebar att staden anfölls och ödelades flera gånger, bland annat 1570 och 1612. Efter freden i Roskilde 1658 kom Växjö att befinna sig långt från riksgränsen. Några månader senare samma år drabbades staden av ännu en brand som innebar ännu en ödeläggelse, den tredje på mindre än 90 år. Detta innebar att Växjö kunde överge sin gamla, vildvuxna stadsplanering och bygga upp staden efter ett modernt, regelbundet rutmönster.

### Residens- och skolstaden
Växjö blev residensstad 1634. 
Såsom stiftsstad fick Växjö en så kallad domskola redan på 1300-talet. År 1643 fick skolan gymnasieprivilegier och blev därmed Sveriges sjätte gymnasieskola i ordningen. År 1824 blev Esaias Tegnér biskop i Växjö, tillika rektor för Katedralskolan. Även om Tegnér kom att betyda mycket för staden, visar hans korrespondens att han inte trivdes, varken med Växjö eller Växjöborna. Han blev dock kvar som biskop fram till sin död 1846 och är begravd på kyrkogården som bär hans namn, Tegnérkyrkogården.

### Järnvägen dras fram
1843 drabbades Växjö åter av en förödande brand, den största i stadens historia. 1100 människor blev hemlösa och förlorade det mesta de ägde, men ingen miste livet och planerna för en återuppbyggnad var snart igång. Den nya stadsplanen 1844 innebar att torget blev mycket större och en tomt avsattes för ett residens åt landshövdingen. 
1865 kom järnvägen från Alvesta till Växjö, 1874 utsträckt till Karlskrona och Kalmar. Smalspåriga linjer tillkom i etapper 1895–1922 till Västervik och 1897 till Karlshamn.
Växjö har haft få industrier, men 1868 grundades Wexjö Tändsticksfabrik, som blev stadens största arbetsplats med som mest drygt 400 anställda 1887. 1922 brann fabriken ner och byggdes inte upp igen.
Växjös ställning som skolstad förstärktes ytterligare då den obligatoriska folkskolan infördes 1842. Året efter startade folkskoleseminariet. Redan 1835 hade småskoleseminariet börjat sin verksamhet. I slutet av 1800-talet fick Växjö också en skola för blinda och en skola för dövstumma.

### 1900-talet
Under 1900-talets första hälft förstärktes karaktären av Växjö som tjänstemannastad. Inga större industrier fanns kvar efter branden i Wäxjö Tändsticksfabrik 1922, men en utbyggnad skedde av skolor, sjukhus och regementet. Antalet invånare ökade stadigt under 1900-talet, särskilt snabbt under 1960-talet, då befolkning ökade med mellan 900 och 1 800 personer per år.
År 1967 inrättades Universitetsfilialen i Växjö under Lunds universitet, vilken 1977 blev  den självständiga Högskolan i Växjö. Denna fick universitetsstatus 1999. År 2010 slogs Växjö universitet och Högskolan i Kalmar samman till Linnéuniversitetet.
Växjö har i takt med den ökade folkmängden expanderat med nya stadsdelar, som Vikaholm i söder.

### Militär närvaro
Kronobergs regemente bildades 1623 och hade i slutet av 1600-talet Bäckaslövsfälten som exercisområde. På 1770-talet hade regementet Kronobergshed som övningsplats.
Efter avskaffandet av den indelta armén 1901, togs beslut 1907 om inrättande av infanteriregementet I11 i Växjö. Kasernområdet blev färdigt 1920, och regementet blev med drygt 300 anställda stadens största arbetsplats.
Beslut om avveckling av regementet togs efter Försvarsutredning 1988. År 1992 upphörde grundutbildningen av värnpliktiga och 1997 avvecklades regementet med dess försvarsområdesstab. Sedan 2005 finns staben för Försvarsmaktens utbildningsenhet Kalmar- och Kronobergsgruppen förlagd till Växjö. Det tidigare regementsområdet är omvandlad till företagsstaden I 11.

### Administrativa tillhörigheter
Växjö stad ombildades vid kommunreformen 1862 till en stadskommun omgiven av Växjö socken/landskommun, där även en del av ortens bebyggelse kom att ligga och Växjö Östregårds municipalsamhälle inrättas 12 december 1919. Socknen/landskommunen med municipalsamhället uppgick 1940 i stadskommunen som sedan 1971 uppgick i Växjö kommun där Växjö sedan dess är centralort.
I kyrkligt hänseende har orten till 1977 hört till Växjö församling, före 1940 bestående av Växjö stadsförsamling och Växjö landsförsamling. Sedan 1977 hör orten till Växjö domkyrkoförsamling och Skogslyckans församling varur utbröts 1995 Teleborgs församling och Växjö Maria församling. Efter ortens expansion ligger även en del i Öjaby församling.
Orten ingick till 1971 i domkretsen för Växjö rådhusrätt. Sedan 1971 ingår Växjö i Växjö domsaga.

### Befolkningsutveckling
| Befolkningsutvecklingen i Växjö 1960–2020 | Befolkningsutvecklingen i Växjö 1960–2020 | Befolkningsutvecklingen i Växjö 1960–2020 | Befolkningsutvecklingen i Växjö 1960–2020 | Befolkningsutvecklingen i Växjö 1960–2020 |
| --- | ----------------------------------------- | ----------------------------------------- | ----------------------------------------- | ----------------------------------------- |
| |                                           |                                           |                                           |                                           |
| År |                                           |                                           | Folkmängd                                 | Areal (ha)                                |
| 1960 | 1960                                      |                                           | 22 784                                    |                                           |
| 1965 | 1965                                      |                                           | 29 354                                    |                                           |
| 1970 | 1970                                      |                                           | 39 019                                    |                                           |
| 1975 | 1975                                      |                                           | 40 328                                    |                                           |
| 1980 | 1980                                      |                                           | 42 632                                    |                                           |
| 1990 | 1990                                      |                                           | 46 735                                    | 2 684                                     |
| 1995 | 1995                                      |                                           | 49 865                                    | 2 766                                     |
| 2000 | 2000                                      |                                           | 51 790                                    | 2 853                                     |
| 2005 | 2005                                      |                                           | 55 600                                    | 2 929                                     |
| 2010 | 2010                                      |                                           | 60 887                                    | 3 028                                     |
| 2015 | 2015                                      |                                           | 65 383                                    | 3 541                                     |
| 2016 | 2016                                      |                                           | 66 275                                    | 3 541##                                   |
| 2020 | 2020                                      |                                           | 71 282                                    | 3 723                                     |
| Anm.: Sammanvuxen med Bergsnäs 1970 och med Sandsbro 1980. ## Arean 31 december 2016, 2017 och 2018 fortsatt samma som avgränsades som tätort 2015. |                                           |                                           |                                           |                                           |

## Stadsbild

Flygfoto över Växjö från cirka 1960.

Växjö ligger omkring 180 meter över havet och är till större delen omgivet av sjöar. Norr om staden ligger den stora Helgasjön, i nordost Toftasjön, i sydväst  Norra Bergundasjön och Södra Bergundasjön och centralt Växjösjön samt Trummen.
I södra Växjö, i stadsdelen Teleborg, finns Linnéuniversitetet och dess Växjöcampus. Utmed den centrala Växjösjön ligger Växjös sjukhus, Centrallasarettet Växjö. Strax nordost om lasarettet ligger Växjö domkyrka, en av stadens kända byggnader. Väster om domkyrkan ligger Växjös stadskärna uppbyggt med rutbebyggelse. Fem torg finns i stadskärnan, dessa är Stortorget, Teatertorget, Båtsmanstorget, Vattentorget och Oxtorget. Samtliga av stadens torg utom Vattentorget och Båtsmanstorget fungerar till största del som parkeringsplatser i staden. I området finns även flera affärer, restauranger, caféer, teater, bio, hotell och annan service.
ICON Växjö i Arenastaden som färdigställdes 2018 är med sina 67 meter Växjös högsta byggnad.

### Stadsdelar
Växjö stad har officiellt 19 stadsdelar:
| - Teleborg - Hovshaga - Araby - Norr - Väster - Öster - Söder - Högstorp - Sandsbro - Öjaby | - Centrum - Räppe - Hov - Telestad - Ekeberg - Regementsstaden - Västra Mark - Nylanda - Norremark |

Teleborg är den största stadsdelen med 11 460 invånare (2010).
Dessutom finns ytterligare delar av staden som ibland beskrivs som stadsdelar. En sådan är Dalbo, administrativt en del av Araby; ibland omnämns området som Araby/Dalbo. Under 2020 fortsatte expansionen av Växjös västra del med det helt nya området Bredvik med 450 nya bostäder.

## Kommunikationer

### Järnväg

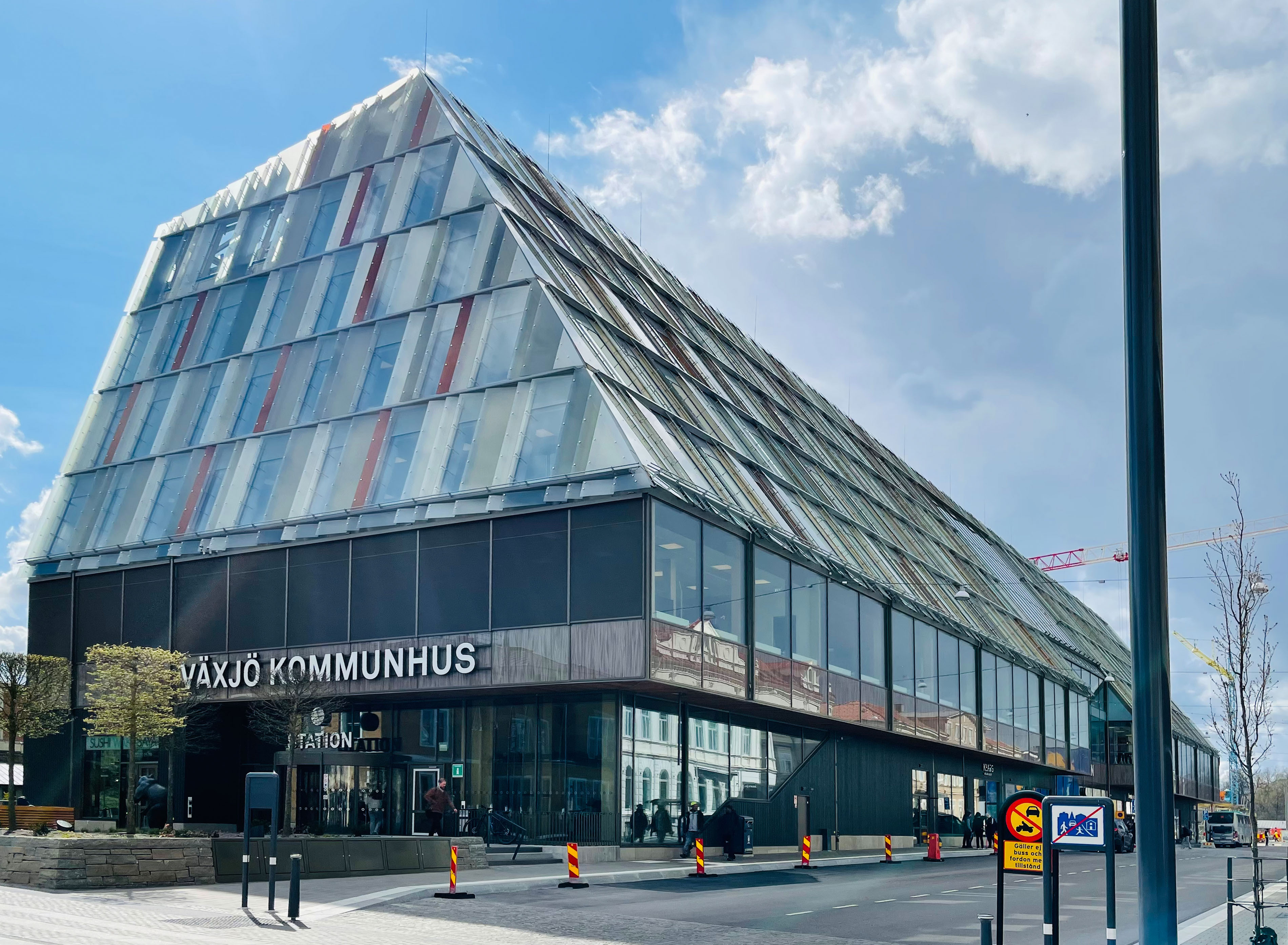
Växjö station och kommunhus april 2023.

I centrala Växjö ligger stations- och kommunhuset som invigdes 2021. Järnvägsstationen har fyra plattformsspår och ligger vid Kust till Kust-banan. Skåne och Köpenhamn trafikeras också genom Öresundstågstrafiken. Regionaltågen Krösatågen går till Jönköping, Nässjö och Hässleholm. Växjös gamla järnvägsstation är unik i Sverige, och tillhör en liten skara om ett tiotal i världen, med att ha haft spår med tre olika spårvidder.[källa behövs]

### Vägar
Växjö ligger där riksvägarna 23, 25, 27, 29, 30 och 37 möts.

### Bussar
Länstrafiken Kronoberg administrerar ett bussnät som utgår från resecentrum och täcker hela länet. Nobina och Svenska Buss trafikerar linjer som passerar Växjö.

### Flyg
Strax utanför Växjö ligger Växjö-Kronobergs flygplats.

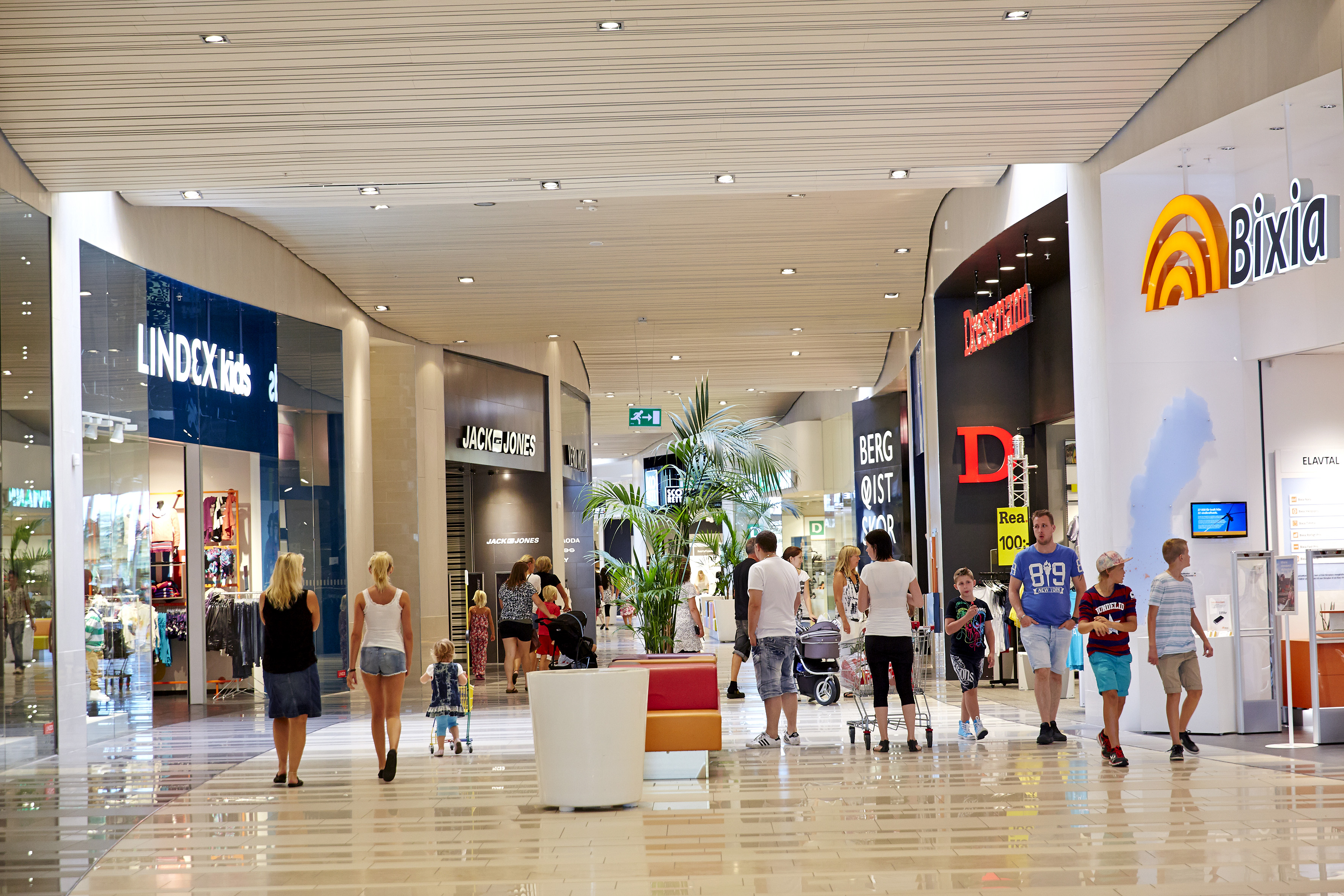
Grand Samarkand utnämndes till Sveriges bästa köpcentrum 2011–2012.

## Näringsliv
Växjö ligger i ett skogrikt län och skogen är sedan länge en viktig bas för näringslivet. Bland annat har Södra Skogsägarna sitt huvudkontor i staden. Efterhand har tillkommit företag inom till exempel maskin- och elektroteknik. Företag som grundats i Växjö är bland andra Scandinavian PC Systems (1984), Boss Media (1999) och Fortnox (2001).
En stor del av Växjös energibehov tillgodoses genom fjärrvärme från kraftvärmeverket Sandviksverket.
Köpcentret Grand Samarkand valdes till Sveriges bästa köpcentrum 2011-2012.
Videum Science Park, som samverkar med det närbelägna Linnéuniversitetet, har mer än 100 företag och andra organisationer.

### Bankväsende
Kronobergs läns sparbank grundades 1828. Vid en större fusion 1969 blev den Sparbanken Kronoberg som år 1979 uppgick i Sparbanken Kronan, som i sin tur senare blev en del av Swedbank.
Smålands enskilda bank hade ett kontor i Växjö från dess grundande 1837. Den 1 december 1869 öppnade Skånes enskilda bank ett kontor i Växjö. En folkbank kallad Wexiö handtverkares m. fl. förlagskassa etablerades 1868. Den 1 oktober 1881 öppnade Sveriges riksbank ett avdelningskontor i Växjö. Den 1 oktober 1903 öppnade Sydsvenska kreditaktiebolaget ett kontor i Växjö. År 1910 etablerade sig Stockholms Köpmannabank i Växjö. Denna bank övertogs några år senare av Skånska handelsbanken, som i sin tur övertogs av Skandinaviska kreditaktiebolaget som då även övertagit Skånes enskilda bank. Den år 1917 grundade Svenska lantmännens bank hade tidigt kontor i Växjö. Dess efterföljare Jordbrukarbanken och senare PKbanken hade också kontor i Växjö. Svenska Handelsbanken etablerade sig i Växjö först år 1968.

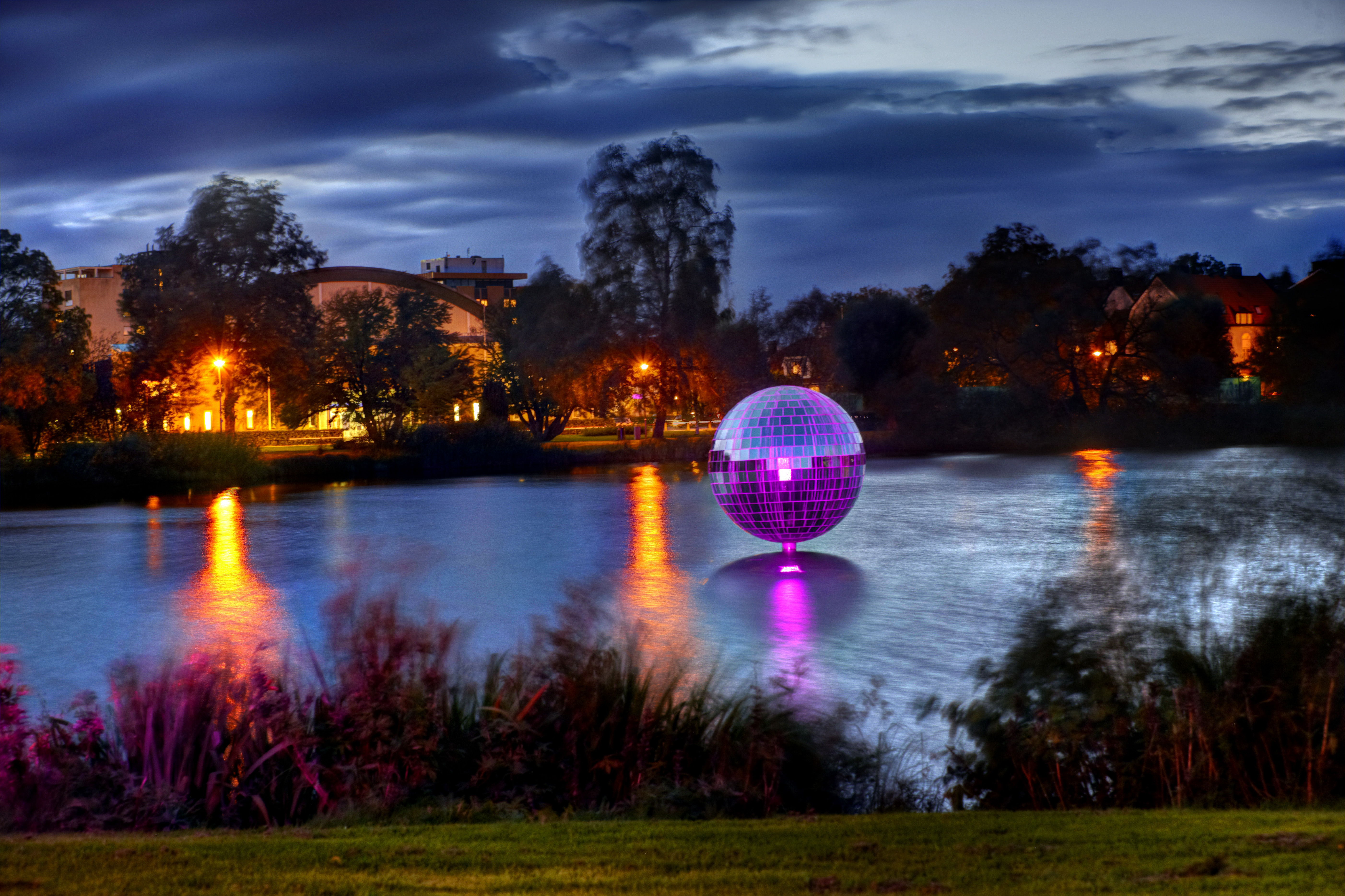
Växjö Art Site är ett konststråk runt Växjösjön som initierades 2008 och som kontinuerligt byggs ut med nya konstverk. Spegelbollen, populärt kallas Discobollen, av det tyska konstnärskollektivet Inges Idee sjösattes 2010.

## Kultur och sevärdheter
| - Smålands museum Sveriges glasmuseum - Regementsmuseet - Psykiatrihistoriska museet - Italienska palatset - Växjö domkyrka - Östrabo biskopsgård - Växjö Konserthus - Skulpturen Legend i glas - Utvandrarnas Hus | - Kronobergs Slottsruin - Bergkvara slott - Teleborgs slott - Karolinska gymnasiet - Linnéparken - Bronsskulpturen "Två kvinnor" - Linneateatern - Teleborgs vattentorn - Växjö Teater - Växjö stadsbibliotek - Växjö vattentorn (rivet i oktober 2015) |

Karl-Oskardagarna är en årligen återkommande festival i Växjö. Festivalen anordnas normalt första helgen i augusti.

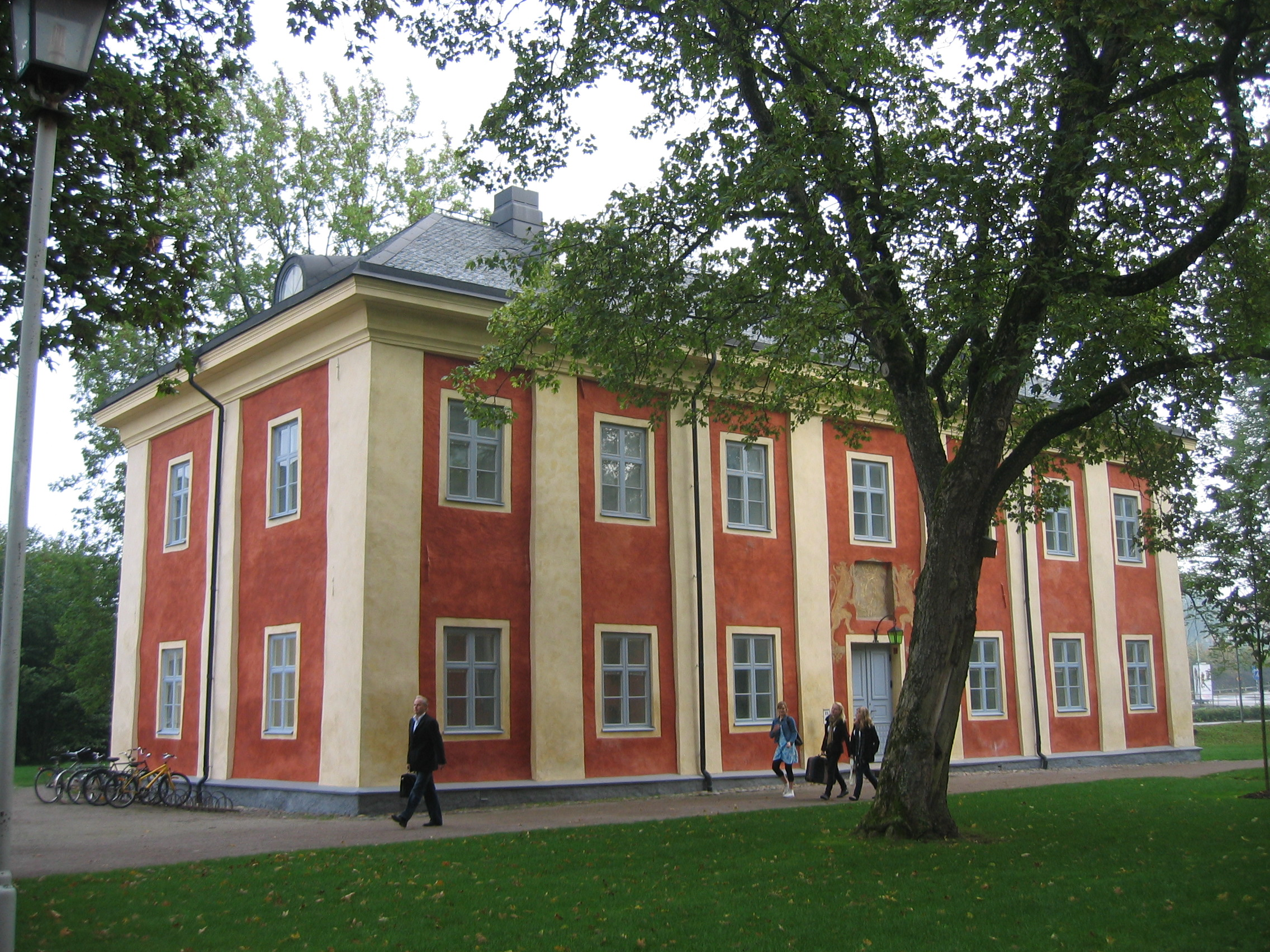
Karolinerhuset – gamla gymnasiet – stod färdigt 1715. Idag är det en del av Domkyrkocentrum.

## Utbildning
Växjö kallades tidigare för "stifts- och skolstad" med en skola i direkt anslutning till domkyrkan där pojkar kunde få grundläggande utbildning i läsning och skrivning utanför hemmet och på en något högre nivå. Utöver rena yrkesutbildningar till lärare och sjuksköterskor på de olika seminarierna, Norra, Östra respektive Västra seminariet, så har staden haft riksutbildning för döva flickor på en internatskola på gymnasienivå och "Statens skola för nyblinda vuxna" startade där.

### Grundskolor
| - Bäckaslövskolan (F-5) kommunal - Centrumskolan (F-6) kommunal - Elin Wägnerskolan kommunal - Fagrabäckskolan (7-9) kommunal - Furutåskolan (F-6) kommunal - Gustavslundskolan (F-6) kommunal - Hovshagaskolan (F-6) kommunal - Högstorp skola (F-6) kommunal - International Baccalaureate (på Teleborgs Centrum) (7-9) kommunal | - Kronoberg skola friskola - Lillestadskolan (F-6) kommunal - Ljungfälleskolan (F-6) kommunal - Norregårdskolan (7-9) kommunal - Pilbäckskolan (F-6) kommunal - Pär Lagerkvistskolan (F-9) kommunal - Ringsbergskolan (F-9) kommunal - Sandsbro skola (F-6) kommunal - Teleborg Centrum (7-9) kommunal | - Thoren Framtid friskola - Torpaskolan (F-6) kommunal - Ulriksbergskolan (F-5) kommunal - Växjö Internationella skola friskola - Växjö Islamska skola friskola - Växjö Montessoriskola friskola - Öjaby skola (F-6) kommunal - Östra Lugnets skola (F-3) kommunal - Östregårdskolan (F-6) kommunal |

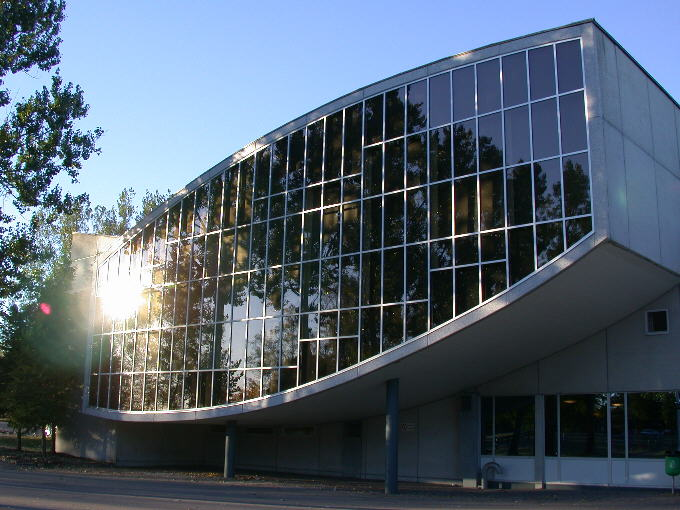
Nuvarande Katedralskolan invigdes 1958 och är ritad av Åke E. Lindqvist.

### Gymnasieskolor
I staden finns följande gymnasieskolor.
| - Katedralskolan kommunal - Kungsmadskolan kommunal - Teknikum kommunal - Procivitas Gymnasium friskola | - Skanskagymnasiet Växjö friskola - Växjö Fria Fordonsgymnasium friskola - Växjö Fria Gymnasium friskola - Växjö Praktiska Gymnasium friskola |

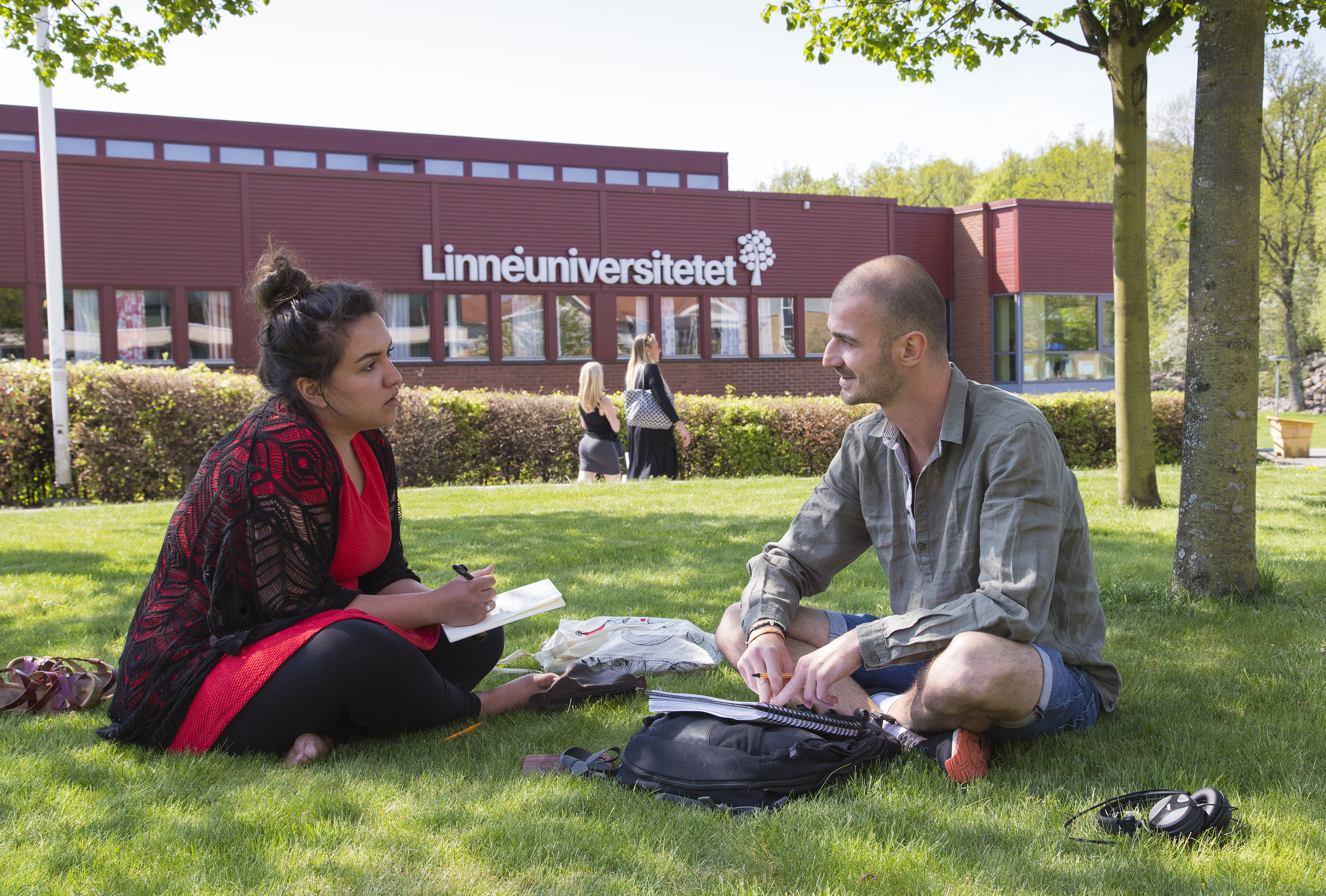
Växjöstudenter utanför Linnéuniversitetet.

### Högre utbildning
- Linnéuniversitetet
- Polisutbildning (uppdragsutbildning vid Linnéuniversitetet) [37]

### Vuxenutbildning
- S:t Sigfrids folkhögskola
- Växjölöftet

## Dagstidningar och lokala medier
- SR Kronoberg- P4 Kronoberg Sveriges Radio
- Smålandsposten
- Växjöbladet Kronobergaren
- Öppna Kanalen Växjö
- Smålandsnytt - Regionalnyheter
- Magazinet- gratis lokaltidning

## Sport
Växjö är både nationellt och internationellt känd som idrottsstad. Många idrottsprofiler och lag har genom åren satt staden på kartan med svenska mästerskapstitlar inom bland annat ishockey, fotboll, orientering, friidrott och tennis och internationella framgångar inom bland annat friidrott, orientering, bilsport, Ju-jutsu  och tennis. Carolina Klüft — olympia-, världs- och europamästarinna i sjukamp — tävlade för IFK Växjö. I dag finns idrott på såväl elit- som folkrörelsenivå. Flera skolor i Växjö erbjuder utbildningar med idrottsprofil, och Växjö universitet har utbildningsprogram mot Coaching och Sport Management. De bedriver dessutom idrottsrelaterad forskning.

### Idrottsföreningar
- Östers IF, fotboll
- Växjö DFF, fotboll
- Växjö Lakers Hockey, ishockey
- IFK Växjö, friidrott
- Öjaby IS, bandy
- Växjö OK, orientering
- Wexiö RK, Rugby
- Växjö IBK, innebandy
- Växjö Ravens BBK, Basket
- Växjö Norra IF, fotboll
- Växjö BK, fotboll
- Växjö TS, tennis
- Växjö konståkningsklubb, konståkning
- Växjö HF, handboll
- BTK Frej, bordtennis
- Växjö Schackklubb, schack
- Växjö Simsällskap, simning
- Växjö Volley, volleyboll
- Växjö Atletklubb, Styrkelyft och tyngdlyftning
- Växjö Badmintonklubb, Badminton

### Idrottsanläggningar
- Arenor i Arenastaden
  - Vida Arena
  - Visma Arena
  - Fortnox Arena
  - Värendsvallen
  - Växjö ishall
  - Växjö Tipshall
  - Telekonsult Arena
- Arenor i övriga Växjö
  - Strandbjörkshallen
  - Torparängen
  - Teleborgshallen
  - Hagavallen
  - NCC Arena

## Miljöarbete i Växjö

### Europas grönaste stad
År 2007 utnämnde Brittiska BBC i en artikel Växjö till Europas grönaste stad för sitt målmedvetna arbete att sänka sin klimatpåverkan.. 
År 2017 tilldelades Växjö, tillsammans med belgiska Leuven, priset European Green Leaf Award. Priset delas ut till städer som visar ett bra resultat när det gäller miljö och som engagerar sig för att generera grön tillväxt.